# Асвиллер
Асвиллер (фр. Asswiller) — коммуна на северо-востоке Франции в регионе Гранд-Эст (бывший Эльзас — Шампань — Арденны — Лотарингия), департамент Нижний Рейн, округ Саверн, кантон Ингвиллер. До марта 2015 года коммуна административно входила в состав упразднённого кантона Дрюлинген (округ Саверн).
Площадь коммуны — 6,02 км², население — 264 человека (2006) с тенденцией к росту: 297 человек (2013), плотность населения — 49,3 чел/км².

## Население
Население коммуны в 2011 году составляло 289 человек, в 2012 году — 292 человека, а в 2013-м — 297 человек.
| 1962 | 1968 | 1975 | 1982 | 1990 | 1999 | 2006 | 2008 | 2011 | 2012 | 2013 |
| ---- | ---- | ---- | ---- | ---- | ---- | ---- | ---- | ---- | ---- | ---- |
| 223  | 238  | 225  | 218  | 215  | 230  | 264  | 277  | 289  | 292  | 297  |

Динамика населения:

## Экономика
В 2010 году из 188 человек трудоспособного возраста (от 15 до 64 лет) 141 были экономически активными, 47 — неактивными (показатель активности 75,0 %, в 1999 году — 66,2 %). Из 141 активных трудоспособных жителей работали 129 человек (69 мужчин и 60 женщин), 12 числились безработными (четверо мужчин и 8 женщин). Среди 47 трудоспособных неактивных граждан 11 были учениками либо студентами, 18 — пенсионерами, а ещё 18 — были неактивны в силу других причин.